# Желєзнодорожна Казарма 260 км
Желєзнодоро́жна Каза́рма 260 км (рос. Железнородорожная Казарма 260 км) — селище у складі Калманського району Алтайського краю, Росія. Входить до складу Зимарівської сільської ради.
Старі назви — Желєзнодорожна казарма 260 км, 260 км.

## Населення
Населення — 27 осіб (2010; 29 у 2002).
Національний склад (станом на 2002 рік):
- росіяни — 92 %